# Frank Synott

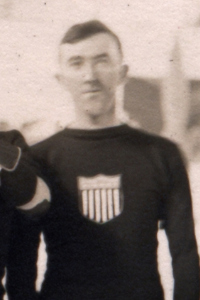
Synott under de Olympiska spelen 1920.

Frank Allan Synott, född 28 december 1891 i Chatham, New Brunswick, död 12 oktober 1945 i Boston, Massachusetts, var en amerikansk ishockeyspelare. Han blev olympisk silvermedaljör i Antwerpen 1920 och i Chamonix 1924. 

## Meriter
- OS-silver 1920
- OS-silver 1924